# Friedhelm Dohmann
Friedhelm Dohmann (* 24. August 1931 in Dortmund; † 20. Februar 1970 ebenda) war ein deutscher Politiker (SPD).

## Privatleben und Beruf
Dohmann besuche die Volksschule und die Realschule, brach letztere aber im Alter von 13 Jahren ab, nachdem sein Vater in den letzten Monaten des Zweiten Weltkrieges gefallen war. 1945/46 war er daraufhin zunächst als ungelernter Hilfsarbeiter beschäftigt. Er absolvierte von 1946 bis 1949 eine Ausbildung zum Industriekaufmann und bildete sich 1950/51 an der Sozialakademie Dortmund fort. Seit 1951 war er als Verwaltungsangestellter bei der Betriebskrankenkasse Krupp tätig. 1955 legte er die erste und 1957 die zweite Verwaltungsprüfung ab und 1961 übernahm er die Geschäftsführung der Krankenkasse.
Er war Mitglied der IG Metall und der Arbeiterwohlfahrt sowie nordrhein-westfälischer Landesvorsitzender der Gesellschaft zur Förderung der Christlichen Gemeinschaftsschule. Mit seiner Ehefrau hatte er fünf gemeinsame Kinder und lebte in der Siedlung Deipenbeck im Dortmunder Stadtteil Lütgendortmund. Dohmann starb 1970 im Alter von 38 Jahren nach kurzer, schwerer Krankheit.

## Politisches Wirken

### Partei
1951 war er der SPD beigetreten. Zwischen 1964 und 1968 amtierte er als stellvertretender Vorsitzender und anschließend bis zu seinem Tod als Vorsitzender des SPD-Unterbezirkes Dortmund. Darüber hinaus war er Beisitzer im Vorstand des SPD-Bezirkes Westliches Westfalen. Dohmann setzte sich für die Weiterentwicklung und Ausdehnung der bürgerlichen Mitbestimmung, für eine Vereinfachung und Verbesserung des Rentenrechts und für gleiche Chancen im Bildungswesen ein.

### Abgeordneter
Von 1957 bis 1964 saß Dohmann im Dortmunder Stadtrat. Zur Bundestagswahl am 28. September 1969 trat er als Direktkandidat seiner Partei im Bundestagswahlkreis Dortmund II (Wahlkreis 115) an. Er konnte 63 Prozent der Erststimmen auf sich vereinen und zog somit in den sechsten Bundestag ein. Während seiner kurzen Zeit als Parlamentsabgeordneter war er Mitglied des Ausschusses für Arbeit und Sozialordnung und gehörte auch dem entsprechenden Arbeitskreis seiner Fraktion an. 